# لويس بي. شوارتز
لويس بي. شوارتز (بالإنجليزية: Louis B. Schwartz)‏ هو محامي أمريكي، ولد في 24 فبراير 1913 في فيلادلفيا في الولايات المتحدة، وتوفي في 23 يناير 2003 في سان فرانسيسكو في الولايات المتحدة.